# 三角座星系
三角座星系是位於三角座，距離地球300萬光年的一個螺旋星系，它被編入梅西耶33，NGC 598，M33。三角座星系繼仙女座星系和銀河系之後，是本星系群第三大的星系，也是長久以來以肉眼可以看見的最遙遠天體。這個星系是本星系群中最小的螺旋星系，並且因為與仙女座星系的有交互作用、速度，與在夜空中互相靠近而被認為是仙女座星系的一個衛星星系。

## 語源
這個星系的名稱來自它所在的星座三角座，這是它被發現的所在地。
在一些業餘天文的參考資料，和一些公共傳播的網站上，三角座星系有時被非正式的稱為"風車星系"。然而，在 SIMBAD，一個專業的天文資料庫，其中包含的天體資料明確的指出風車星系是梅西耶101，並且在一些業餘天文資料庫和其它對外公開的網站也標示這是M101的名稱 。

## 可見性
在沒有光汙染，非常好的觀測條件下，可以用肉眼看見三角座星系。長久以來，它都是不用望遠鏡輔助或瞄準，就可以看見的最遙遠天體。由於是一個瀰漫性的天體，它的可見性受到光汙染強烈的影響，範圍從在黑暗的天空中可以輕易地直接看見到在農村或郊區的天空中以側視都難以看見。由於這個原因，三角座星系可以做為波特爾暗空分類法的重要指標天體

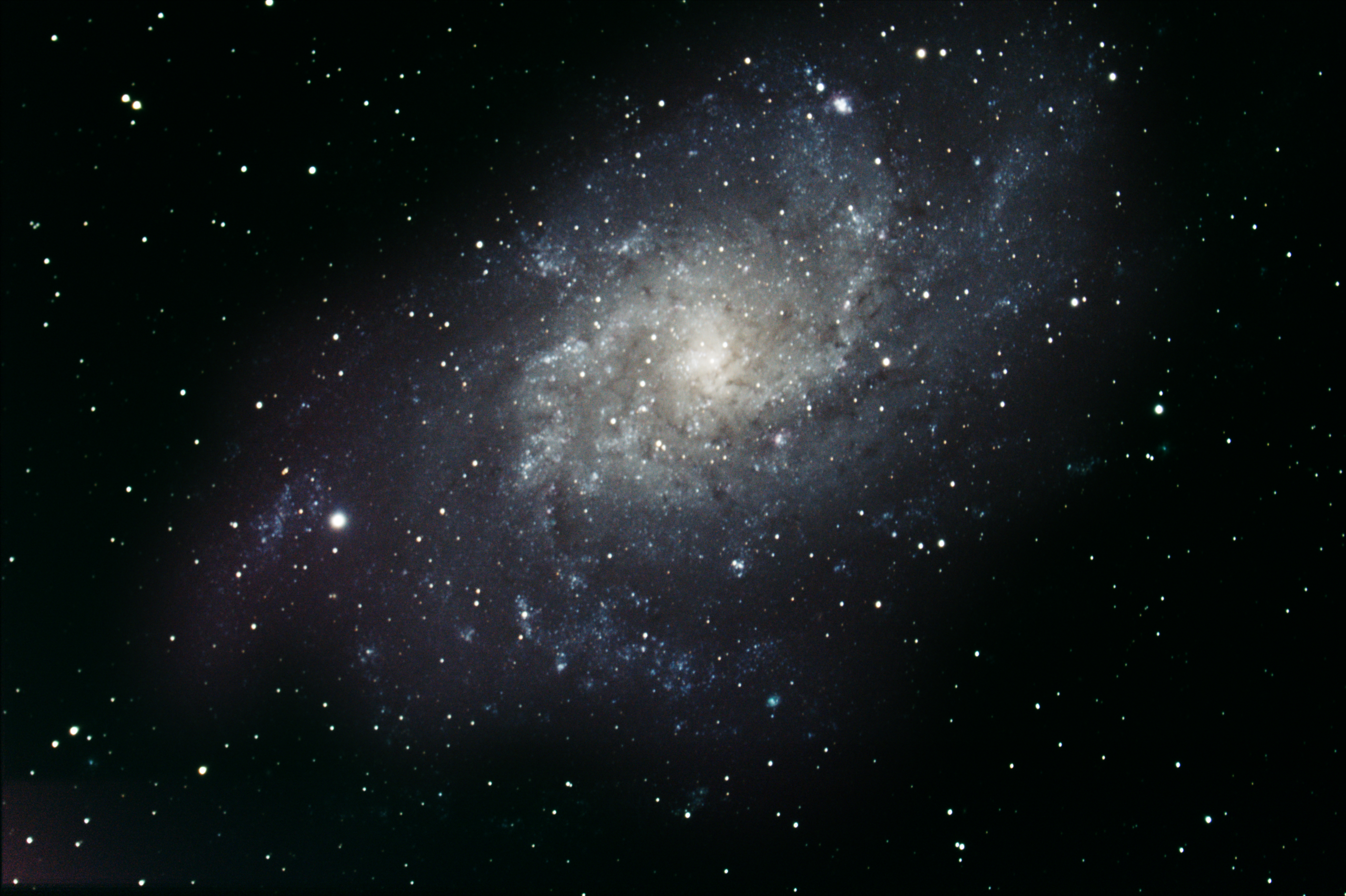
使用業餘裝備看見的三角座星系（M33）。

## 觀測簡史
三角座星系可能在1654年之前就已經被意大利天文學家喬瓦尼·巴蒂斯塔·奧迪耶納发现。在他的作品De systemate orbis cometici; deque admirandis coeli caracteribus（"關於彗星軌道的系統學，和天空中令人讚嘆的天體"），他列出了一個像似星雲或是朦朧的物件，並且給了隱晦（難解）的描述："在三角座附近的" hinc inde"。這是關於三角座有一對三角形的描述，物件的大小與M33相當，所以很可能是指三角座星系。
在1764年8月24-25日，梅西耶獨立發現這個星系，並發表在他的星雲和星團目錄（1771年），編號為M33。當威廉·赫協爾編輯他非常龐大的星雲目錄時，他很小心地盡可能不收錄梅西耶天體。然而，M33是一個例外，他在1784年9月11日被收錄到他的目錄上，編號為HV-17。

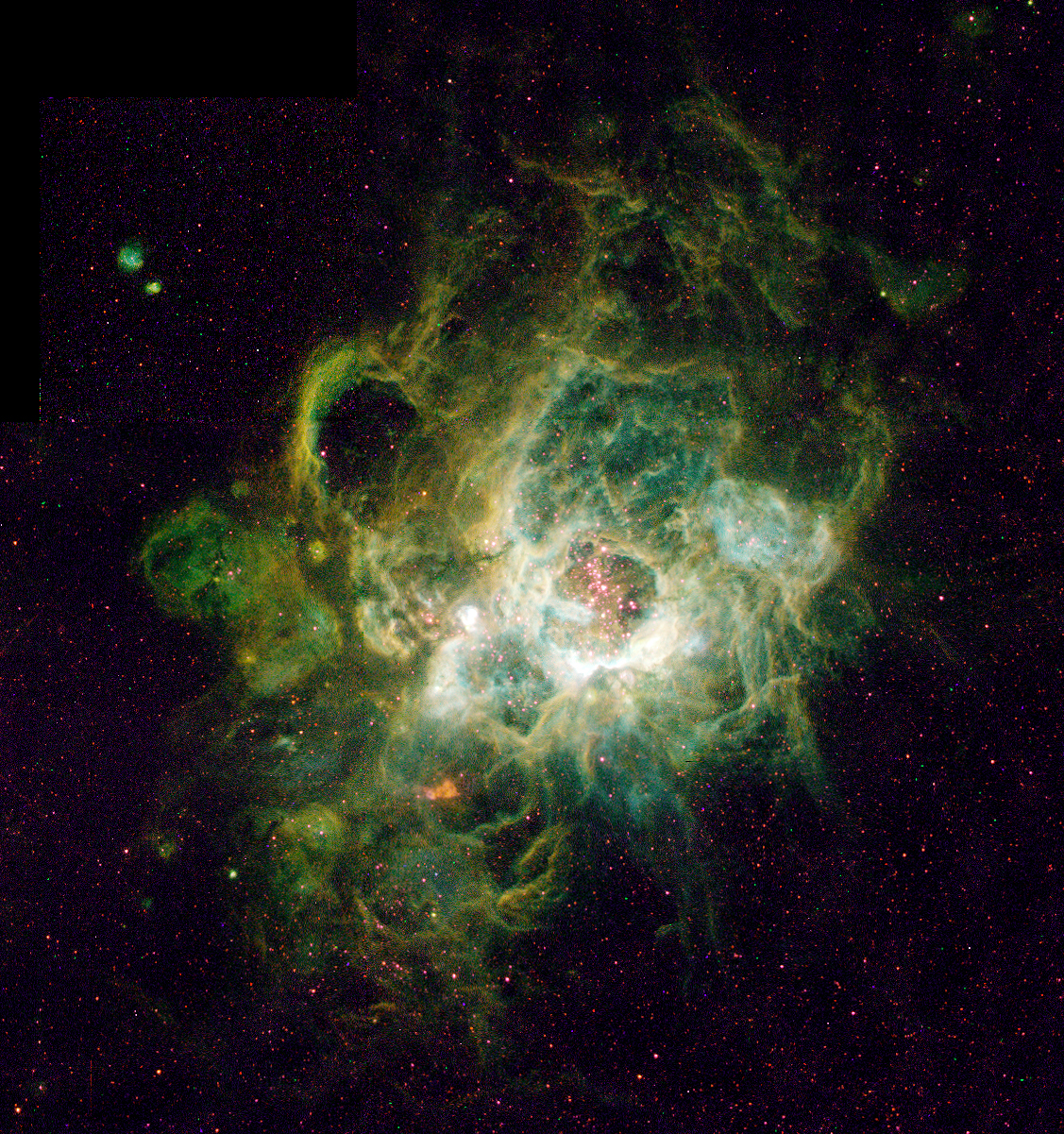
在三角座星系內的NGC 604。

赫歇爾也收錄了三角座星系內最明亮和最大的電離氫區（包含電離氫的瀰漫發射星雲），將它與星系本身分開單獨編入目錄中，編號為H III.150；現在這個星雲被編為NGC 604。從地球觀察，NGC 604位於星系核心的東北部。它是已知最大的電離氫區之一，直徑將近1,500光年，並且電磁波譜類似獵戶座大星雲。赫協爾也注意到其它三個電離氫區（NGC 588, 592和595）。
它也是被羅斯3世伯爵（羅斯勳爵）在1850年確認的第一批"螺旋星雲"之一。在1922-23年，約翰·查理斯·鄧肯和馬克斯·沃夫在星雲中發現變星。愛德溫·哈伯在1926年指出，這些變星中有35顆是經典造父變星，從而可以估計它們的距離。結果與螺旋星雲的概念一致，是氣體和塵埃的獨立星系，而不是銀河系內的星雲。

## 性質

VLT巡天望遠鏡拍攝的三角座星系。

直徑約6萬光年的三角座星系，大小約為銀河系的40%，是本星系群第三大的星系。它可能是受到仙女座星系引力約束的衛星星系（參見下文）。相較於銀河系的4000億和仙女座星系的1兆，三角座星系可能是400億顆恆星的家園。
估計三角座星系盤面的質量是(3–6) × 109 太陽質量，氣體的成分大約是3.2 × 109太陽質量。因此該星系的總重子質量大約是1010太陽質量。估計在半徑55×103 ly（17 kpc）內的暗物質大約相當於5 × 1010太陽質量。

### 位置與距離

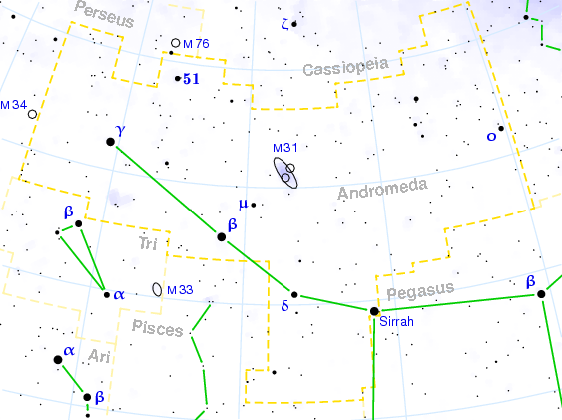
三角座星系（M33在中間左下）和仙女座星系（M31中心上方）。

估計三角座星系的距離從2,380×103至3,070×103 ly（730至940 kpc）（或238 至307萬光年）。從2000年之後的估計值都落在這個範圍的中間部分，這使它的距離比仙女座星系稍遠一些（254萬光年）。測量M33的距離至少使用了三種技術：在2004年，使用造父變星估計的距離是2,770×103 ± 130×103 ly（849 ± 40 kpc）；同一年，使用紅巨星分支技術（TRGB，Tip of the red-giant branch）得到的估計距離是2,590×103 ± 80×103 ly（794 ± 25 kpc）。
在2006年，一組天文學家宣稱在三角座星系發現了一顆食變星。通過對星食的研究，天文學家可以測量它們的大小。知道恆星的大小和溫度，他們可以測量恆星的絕對星等。當視星等和絕對星等都知道時，就可以測量出恆星的距離。這顆恆星的距離是3,070×103 ± 240×103 ly（941 ± 74 kpc）。自1987年以來公布的102個估計的距離，給出了距離模數的平均值是24.69，或是88.3萬秒差距（287.8萬光年）。
三角座星系是H2O邁射的發射源。在2005年，使用超長基線陣列觀察位於三角座星系兩側的兩個水邁射，研究人員首次得以估計出三角座星系的角旋轉和自行。計算出三角座星系相對於銀河系的速度是190 ± 60 km/s，這意味著三角座星系是朝向仙女座星系移動，並暗示它可能是仙女座星系的衛星星系（取決於它們的相對距離和大小上的誤差）。在2004年，宣稱有證據顯示有多叢氫氣體聯繫著仙女座星系和三角座星系，這表示兩者可能在過去有著潮汐的互動。這個發現在2011年得到證實。這兩個星系之間的距離少於30萬秒差距支持這個假說。
雙魚座矮星系（LGS 3）是本星系群的一個小星系成員，它距離太陽系2,022×103 ly（620 kpc）。它距離仙女座星系 20°，而距離三角座星系11°；與這兩個星系的距離都大約是913×103 ly（280 kpc），所以它可能是仙女座星系的衛星星系，也可能是三角座星系的衛星星系。LGS 3 的核半徑是483 ly（148 pc），質量是2.6 × 107 太陽質量。

### 結構
在法國天文學家熱拉爾·佛科留斯修訂的哈伯-桑德奇（VRHS）系統的星系型態分類，三角座星系被歸類為SA (s) cd。首字S表示它是有著明顯的氣體和塵埃從核球螺旋向外的圓盤狀，也就是俗稱的螺旋星系。A指出星系核缺乏棒狀構造，以與"SB"（有棒狀構造的螺旋星系）對比。使用美國天文學家艾倫·桑德奇的"(s)"符號，表示螺旋臂是直接從核球或棒伸展，而不是從有內環"(r)"的環類型的星系。最後，cd表示了一個階段，顯示沿著螺旋臂的開放性；"cd"的等級顯示是相對地寬鬆和有創傷的螺旋臂。
這個星系相對於地球的視線方向有著54°的傾斜，使得結構明顯的被氣體和塵埃阻礙。三角座星系的盤面在半徑約8,000秒差距呈現扭曲，星系被暈包圍著，但是核心沒有隆起的核球。 這是一個獨立的星系，沒有跡象顯示最近曾於其他的星系合併或產生交互作用，它沒有與銀河系有關聯的矮橢球或潮汐尾 。
三角座星系被歸類為無棒，但對星系形狀的分析顯示星系核有微弱的條狀結構；該結構的徑向範圍約為800秒差距。這個星系的核心是電離氫區，它包含一個輻射量為1.2 × 1039 爾格/秒的超亮X射線源；這是本星系群最明亮的X射線源。這個射線源在160天的週期中有20%的調變。然而，核心沒有出現超大質量黑洞，因為根據核心區域的恆星速度，在質心位置的黑洞質量上限僅有3,000太陽質量。
星系內部有兩條明亮的螺旋臂，以及有多個短枝連接內部和外部的螺旋臂。 The main arms are designated IN (north) and IS (south). 。

### 恆星形成

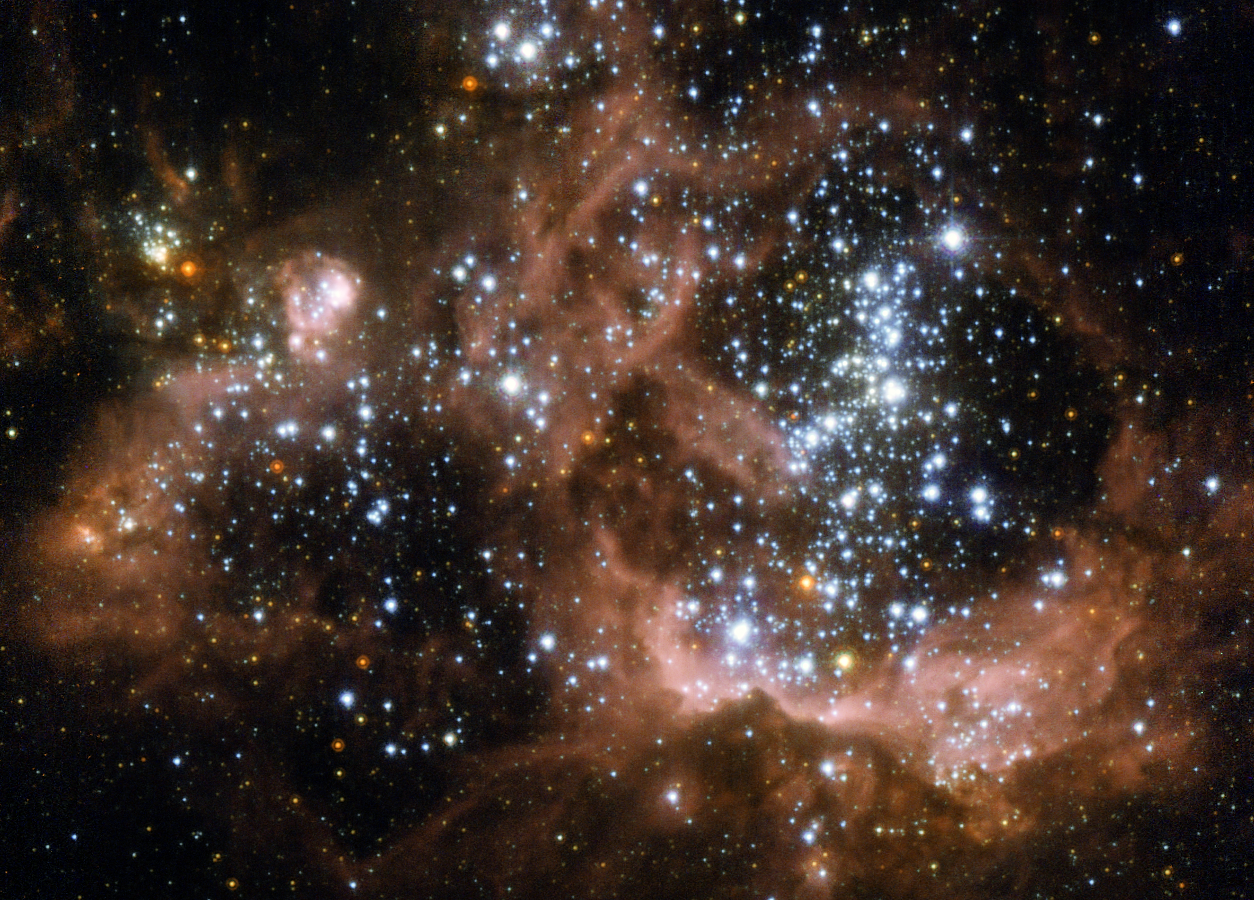
NGC 604是三角座星系中的恆星形成區。這幅影像是哈伯太空望遠鏡所拍攝。

在這個星系中心4'的區域，原子氣體被有效的轉化為分子氣體，導致CO的發射譜線增強。這種效應發生在被星際物質環繞的巨型分子雲凝聚作用下。類似的過程也發生在4'之外的區域，但是效率較低。在這個星系中大約10%的氣體含量是分子的形式。
恆星形成發生的速率與當地的氣體密度密切相關，在單位體積內的速率高於鄰近的仙女座星系（在三角座星系的恆星形成速率大約是3.4 Gyr−1 pc−2，相較之下仙女座星系只有0.74。）。三角座星系的總積分率約為每年0.45 ± 0.1 太陽質量。尚不確定這一淨效率目前是否穩定或是正在下降。
根據對這個星系化學成分的分析，它似乎被分成不同組成，有著不同歷史的兩個部分。在半徑30×103 ly（9 kpc）的內部星系盤面，具有典型的漸變：從核心線性遞減。在這個半徑之外，到大約82×103 ly（25 kpc），梯度變得更平坦。這表明在內部盤面和外部盤面與星系暈有不同的恆星形成歷史，並可能解釋星系"由內而外"形成的劇情。這發生星系在空間中生存期間的後期，累積的氣體散佈在大半徑範圍，而核心的氣體已經被耗盡。其結果是恆星的平均年齡隨著與星系核心距離的增加而降低。

### 離散特徵
截至2007年，使用史匹哲太空望遠鏡的紅外線觀測，在三角座星系中總共有515個獨立的24μm發射源被登錄。最明亮的發射源在星系的核心區域和沿著螺旋臂分布。
許多發射源和恆星形成的電離氫區有關。最明亮的4個電離氫區被標示為NGC 588、NGC 592、NGC 595和NGC 604。這些區域與分子雲相關聯，約擁有 (1.2–4) x 105太陽質量。這些區域中最亮的NGC 604可能在大約300萬年前經歷了一個不連續的恆星形成爆發。這個星雲是本星系群第二明亮的電離氫區，其亮度是太陽光度的(4.5 ± 1.5) × 107倍。在三角座內明顯的電離氫區還有IC 132、IC 133和IK 53。
北側的主螺旋臂包含4個大的電離氫區，而南側的螺旋臂有個更大的年輕、炙熱恆星聚集的區域。估計三角座星系的超新星爆炸率是每世紀0.06顆Ia型和0.62顆Ib和Ic型/II型；相當於平均每147年有一次超新星爆炸。截至2008年，在三角座星系總共發現了100顆超新星殘骸 ，其中大部分位於螺旋星系的南半部。電離氫區和氫原子的區域，加上大量的高亮度和集中的O型星，也存在類似的不對稱。這些特徵的分布從中心向西南方偏移了大約2弧分。 M33是本星系群的成員，天文電報中央局追蹤M31、M81與連同包它括在內的新星。
在這個星系中已經發現54個球狀星團，但實際的數量應該更多，估計有122個或更多。確認的星團可能比銀河系中的球狀星團年輕數十億年，並且在過去的一億年中，形成的星團似乎有所增加。這種增加與氣體流入星系中心有關。星系中心大質量恆星的紫外線輻射與大麥哲倫星系中類似恆星的水準相匹配。
在2007年，利用錢卓X射線天文台的數據，在這個星系檢測到一個質量約15.7太陽質量的黑洞。這個黑洞被命名為M33 X-7，繞著它的一顆伴星每3.5天就會掩蔽它一次。它是目前已知質量最大的恆星質量黑洞。

### 與仙女座星系的關係

將會在銀河系和仙女座星系碰撞路徑上的三角座星系。

如上所述，M33通過多個中性氫流和星流與M31相連，這表明這兩個星系在過去的20至80億年前曾發生過交互作用， 而它们之间猛烈的碰撞预计将在20亿年之后再次发生。 
在2009年，粗略地得知M33的命運似乎與其龐大的鄰居M31脫不了關係。建議的設想包括被撕裂和吸收，為其龐大的夥伴提供氫原料形成新的恆星。最終耗盡所有的氣體，做為形成新恆星的能力；或參與仙女座星系-銀河系的碰撞，可能會先繞著碰撞後的星系運行，並在之後與它合併。另外兩種可能是在仙女座星系之前先與銀河系碰撞，或者被拋出本星系群。來自蓋亞任務的天體測量數據似乎排除了M33在M31的軌道上的可能性。如果這是正確的，M33將是第一次墜落到仙女座星系（M31）。

## 科幻作品
- 在2007年的視頻遊戲孤島危機系列 （Crysis），其中的外星種族Ceph起源於三角座星系。
- 在銀河飛龍 （Star Trek: The Next Generation）的插曲："前人所未至的領域"（Where No One Has Gone Before），企業號在三角座星系附近擱淺。
- 在Roger Leloup（英语：Roger Leloup）的法國-比利時漫畫書系列Yoko Tsuno（英语：Yoko Tsuno）中的行星Vinea（英语：Vinea）位於三角座星系（在書中稱為M33）。
- 在電視影集Andromeda（英语：Andromeda (TV series)），三角座星系和銀河系、仙女座星系組成三星系政府，統稱為系統聯邦。系列中有幾個主要的有智慧物種起源於這個星系。

## 進階讀物
- Hodge, Paul. . Astrophysics and Space Science Library 379. Springer Science+Business Media. 2012. ISBN 978-94-007-2024-4. OCLC 757338008. doi:10.1007/978-94-007-2025-1.

## 外部連結
- WikiSky上关于The Triangulum Galaxy的内容：DSS2, SDSS, GALEX, IRAS, 氢α, X射线, 天文照片, 天图, 文章和图片
- Messier 33, SEDS Messier pages（页面存档备份，存于）
- M33 at ESA/Hubble
- Triangulum Galaxy High In Northern Skies
- Dark Atmospheres Photography – M33 (dust lane enhancement)（页面存档备份，存于）
- Pointing to the Universe – M33（页面存档备份，存于）
- Balcells, Marc; Szymanek, Nik; Merrifield, Michael. . Deep Sky Videos. Brady Haran.   [2017-12-23]. （原始内容存档于2018-09-12）.
- NASA/IPAC Extragalactic Database entry for Messier 33 （页面存档备份，存于）
- Triangulum Galaxy (M33) on Constellation Guide（页面存档备份，存于）